# Marianne (Schriftart)

Im offiziellen Logo der Französischen Republik wird die Schriftart Marianne verwendet.

Die Marianne ist die Hausschrift der Französischen Republik. Ihr Name beruft sich auf die historische Figur der Marianne. Der Gebrauch der Schrift ist für alle Regierungsdokumente verbindlich vorgeschrieben, da die Schrift Bestandteil der sogenannten „grafischen Charta der Regierungskommunikation Frankreichs“ ist. Gestaltet wurde die Schrift wurde von dem Typographen Mathieu Réguer. Als Grundlage für die Schrift gilt die Garamond.

## Klassifikation der Schrift
- Gemäß der Formenklassifikation nach Vox gilt die Schrift als Linéales (Sans-Serif).
- Hans Peter Willberg würde sie in seiner Klassifikationsmatrix als statische Grotesk einordnen.